# Benidorm CF
Benidorm CF was een Spaanse voetbalclub. Thuisstadion was het Municipal de Foietes in Benidorm in de autonome regio Valencia.

## Historie
In de beginjaren na de oprichting is Benidorm cd gedurende enkele jaren actief in Tercera División, daarna verdwijnt het tot aan 1982 uit de Spaanse profdivisie. Vanaf dat moment is de club altijd op twee niveaus te zien: óf bovenin in de Tercera División óf onderin in de Segunda División B. Hoger heeft het nog nooit gespeeld.
In totaal is de club gedurende 14 seizoenen uitgekomen in de Tercera División en komt het dit seizoen voor het 15e jaar uit in de Segunda División B. De hoogst behaalde plaats hier is een 7e plaats in het seizoen 2005/06. Na een degradatie in 2011 werd de club ontbonden.

## Erelijst
- Tercera División

1988/89, 2002/03 en 2003/04